# Baierkarspitze
Die Baierkarspitze ist ein 1909 m ü. NHN hoher Berg in der Soierngruppe im Karwendel in den Bayerischen Alpen.
Der Gipfel ist als Trittsicherheit erfordernde relativ beliebte Bergtour von der Oswaldhütte (844 m ü. A.) im Rißtal über Galgenstangenkopf (1806 m ü. NHN) und Fermerskopf (1851 m ü. NHN) oder einsam vom Soiernhaus über Gumpenkarspitze, Krapfenkarspitze und Dreierspitze zu erreichen. 